# Roberto De Franceschi
Roberto De Franceschi (Nettuno, 29 maggio 1965) è un ex giocatore di baseball italiano.

## Carriera
Ha militato nella massima serie per 27 anni, vestendo la maglia azzurra per 11 anni con 109 presenze all'attivo.
Detentore di diversi record imbattuti nel baseball Italiano come le presenze 1369, turni alla battuta 5141, battute valide 1548, doppi 322, bunt di sacrificio 80, battitori colpiti 123.
Ha inoltre vinto 6 titoli italiani con il Nettuno 5 e con il Grosseto 1 e diverse coppe europee.
Con la nazionale oltre al campionato d'Europa del 1997 a Parigi dove batte 500 di media, da sottolineare il quarto posto ai mondiali in Italia del 1998, e la partecipazione alle Olimpiadi di Atlanta 1996 e Sydney 2000.
Attualmente oltre ad essere il presidente dell'Academy of Nettuno Baseball, società giovanile che vanta uno dei più ricchi partner del baseball italiano, è stato investito dal presidente della FIBS Marcon, della carica di manager della Nazionale italiana U15.
Dal 2015 è stato insignito del più alto riconoscimento del baseball italiano, la Hall of Fame.